# Estación de Roma Termini
La estación de Roma Termini (dedicada a Juan Pablo II el 23 de diciembre de 2006) constituye la estación de ferrocarril más importante de la ciudad de Roma (Italia) y una de las principales de Europa. Se puede llegar a ella a través de las líneas A y B del metro de Roma que tienen una conexión de intercambio entre las respectivas estaciones en los subterráneos de la misma. Desde esta estación sale el Leonardo Express, el tren directo para el aeropuerto de Fiumicino.

## Historia
Edificada en el año 1867 sobre el proyecto de Salvatore Bianchi, está situada sobre la colina del Esquilino y toma el nombre de las antiguas termas de Diocleciano, poco alejadas. Se encuentra en el lugar de un populoso barrio del siglo II, después abandonado, que comprendía fondos rurales de familias patricias. En el siglo XV se construyó la villa Montalto-Peretti, de propiedad del cardenal Felice Peretti (más tarde papa Sixto V). La villa fue a continuación adquirida por la familia Máximo, que la cede a la Santa Sede cuando en el siglo XIX toma cuerpo el proyecto de realizar una gran estación de ferrocarril.
En el año 1939 se aprueba el proyecto de Angiolo Mazzoni para la realización de una nueva instalación ferroviaria en cuanto el edificio original se descubrió insuficiente para satisfacer las exigencias de un número de viajeros siempre creciente. En el año 1943 los trabajos fueron interrumpidos y la obra de Mazzoni queda inacabada. 
Después de la Segunda Guerra Mundial, Mazzoni es depurado como fascista y se decide iniciar un concurso para terminar la obra. La estación fue entonces terminada por los arquitectos Montuori y Vitellozzi y, al fin, inaugurada en 1951.
Se caracteriza exteriormente por la larga y sinuosa marquesina de cemento, popularmente llamada «el dinosaurio», que hasta no hace mucho tiempo conservaba intencionadamente en su frontal las manchas de humo de un incendio ocurrido a principios de los años 1970.
En la plaza delante de la estación fue erigida la altísima Lámpara Osram que, por su fácil identificación, se convirtió en el principal punto de encuentro de los inmigrantes, sobre todo los procedentes de Cerdeña; en tiempos modernos ha desempeñado la misma función para los inmigrantes del sudeste asiático, en particular de Filipinas.
En 1953 fue escenario del rodaje de la película Stazione Termini (Estación Termini), dirigida por Vittorio De Sica, escrita por Truman Capote y Cesare Zavattini, e interpretada por Jennifer Jones, Montgomery Clift, Gino Cervi, con Paolo Stoppa en una pequeña parte anónima.
El terminal ferroviario está compuesto por 24 andenes dedicados a los trenes nacionales e internacionales, más otros cuatro andenes dedicados a las líneas suburbanas FL4, FL5, FL6, FL7 y FL8, donde se encuentra también el servicio Leonardo Express, que proporciona un enlace directo con el aeropuerto de Roma-Fiumicino.
Reestructurada con ocasión del Jubileo del 2000, se ha convertido en un importante punto de referencia para turistas y ciudadanos romanos, sobre todo gracias a la presencia de numerosos servicios, tales como el Forum Termini, un gran centro comercial situado en la estación.
Termini actualmente mueve unos 800 trenes al día (entre llegadas y salidas, 600 mil pasajeros al día), con un total de unos 170 millones de viajeros al año.

## Galería de imágenes

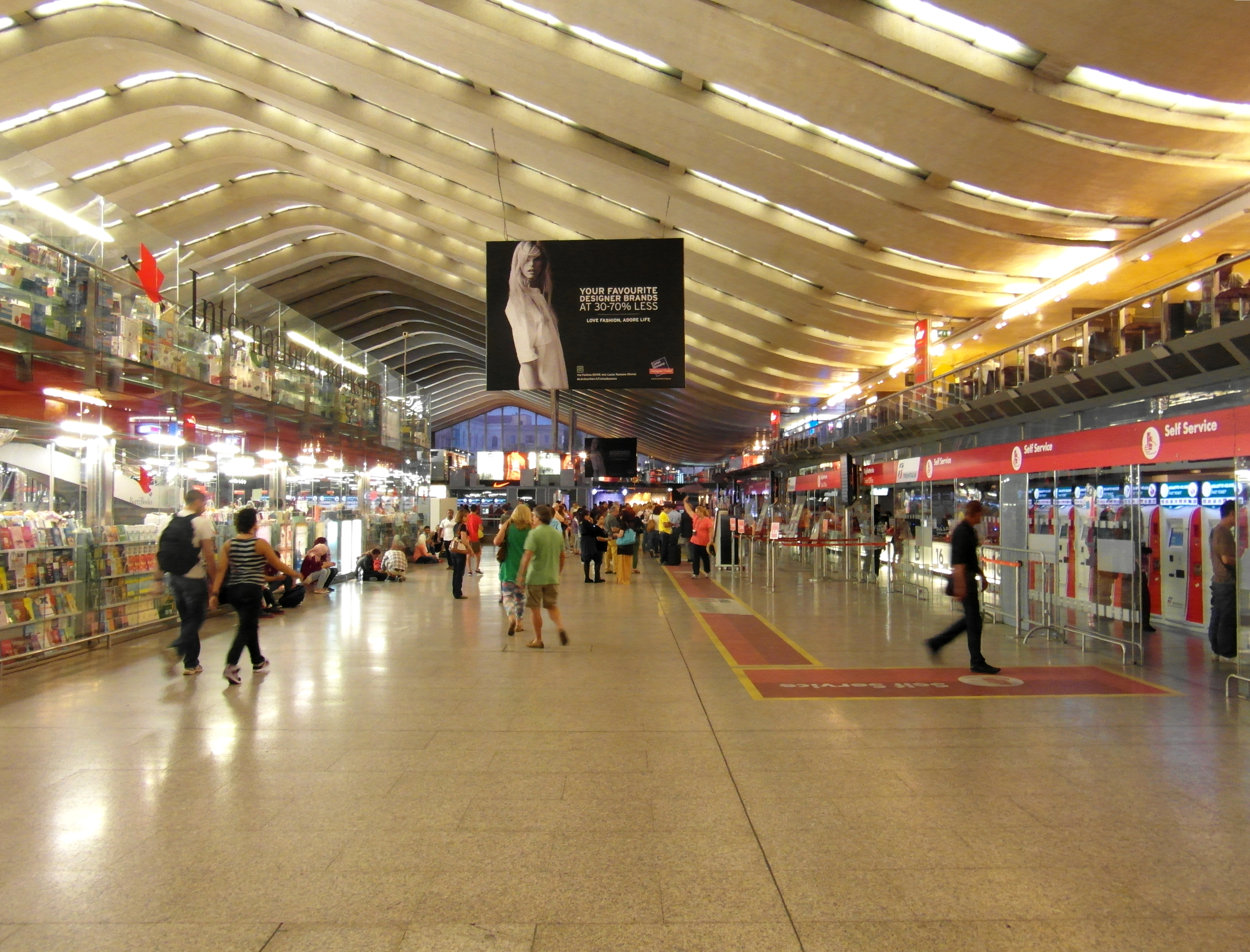
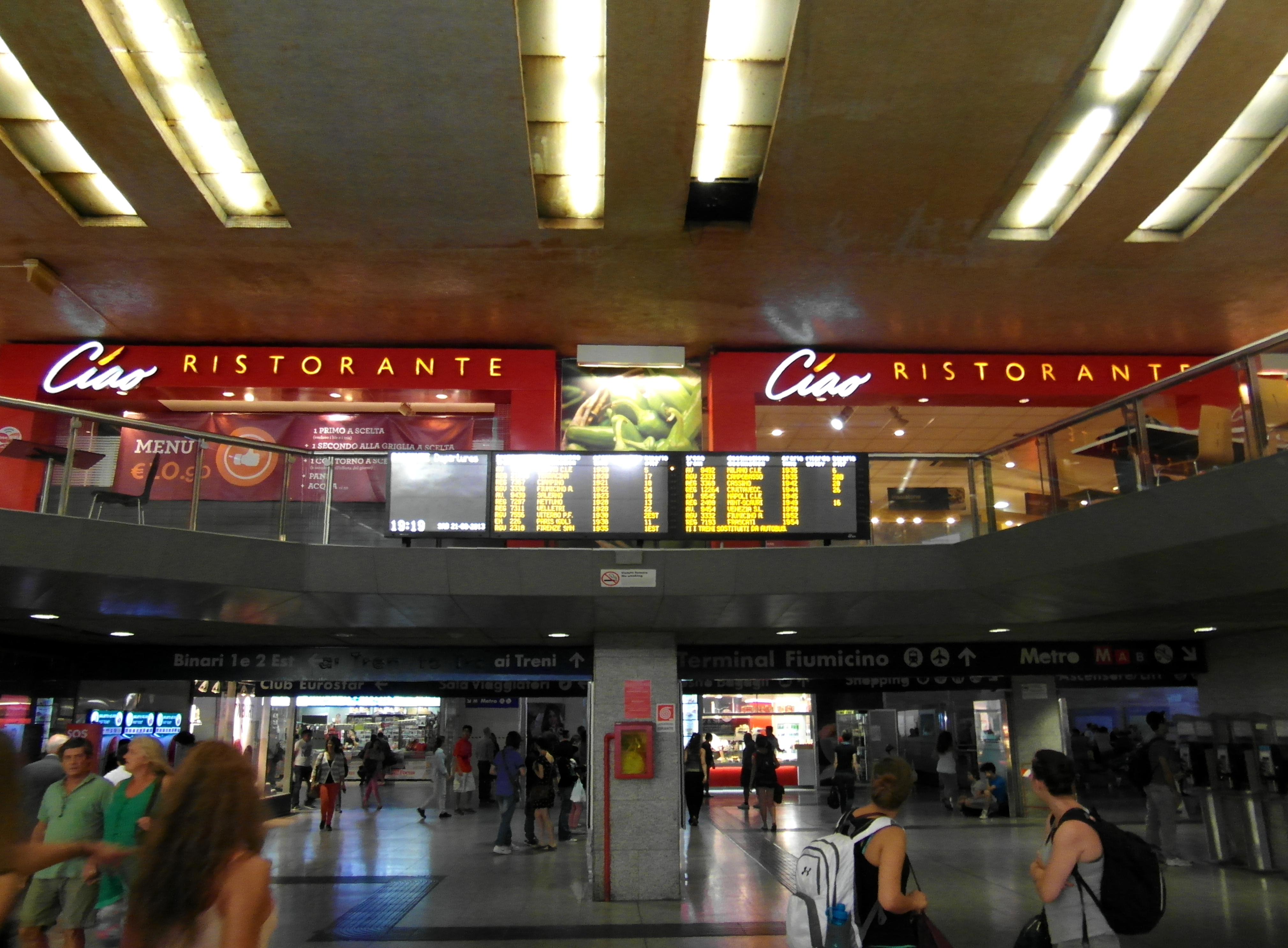
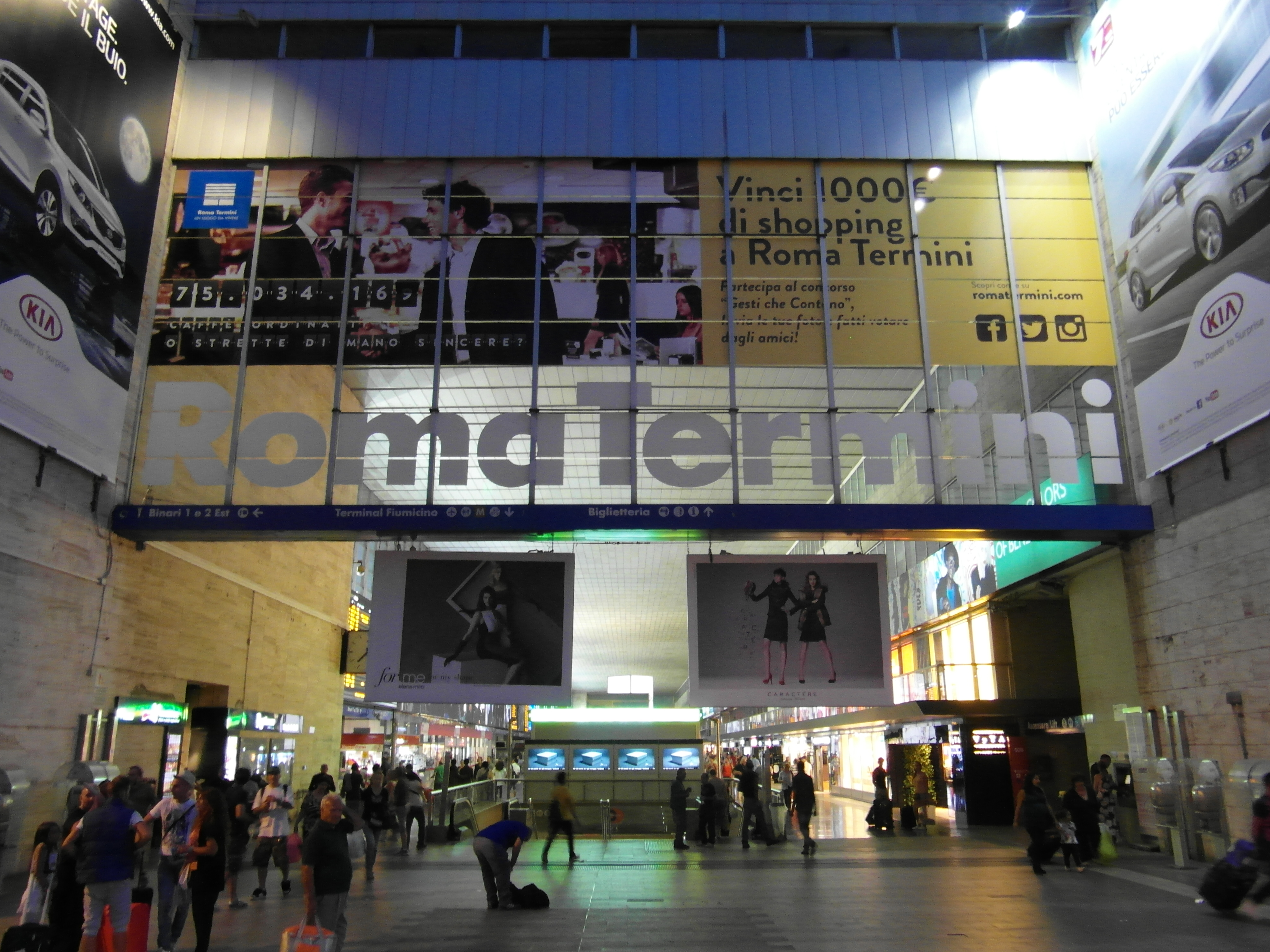
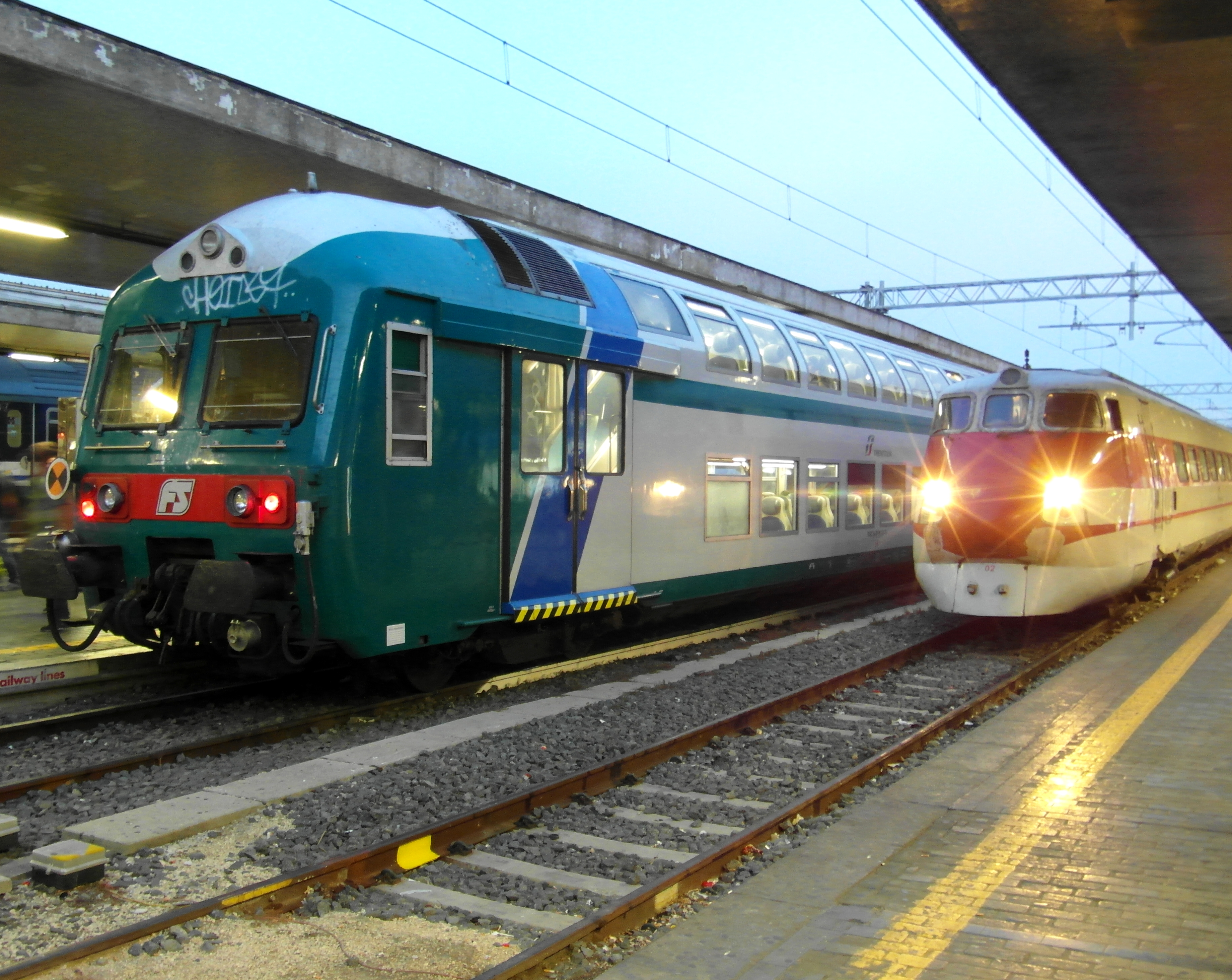
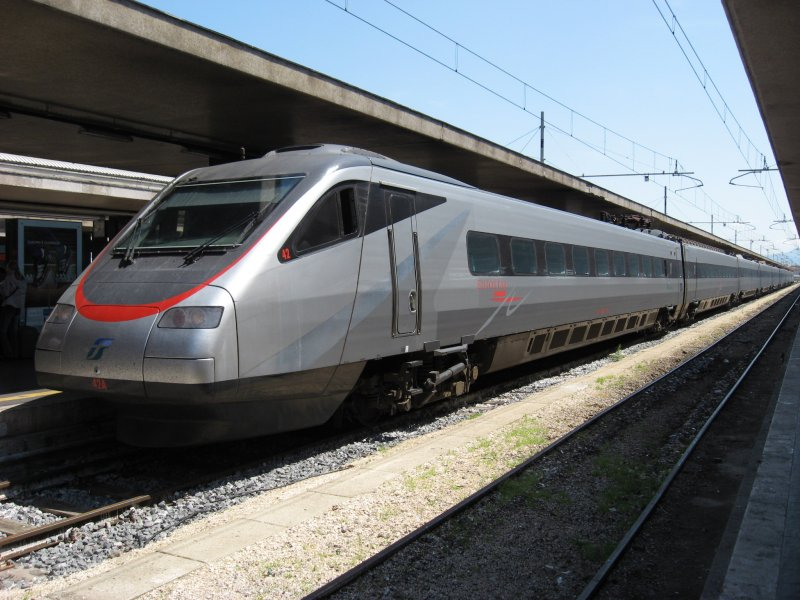
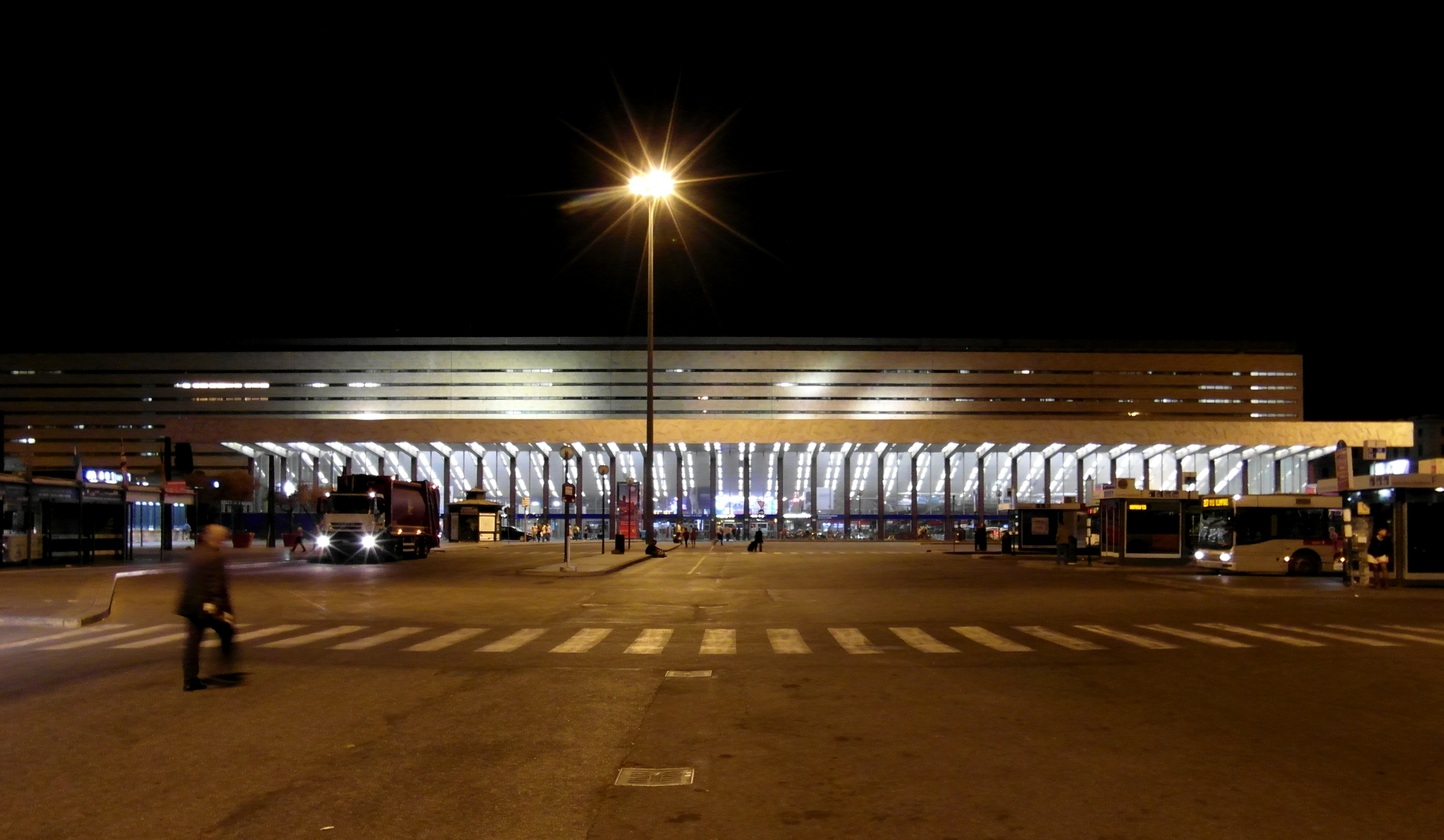